# Хоньківці
Хо́ньківці — село в Україні, у Яришівській сільській громаді Могилів-Подільського району Вінницької області. Населення становить 600 осіб.
Село Хоньківці знаходиться в Могилів-Подільському районі на відстані 25 кілометрів від районного центру. На території села функціонує одна середня школа зі застарілим обладнанням, медпункт, дитячий садок на 20 місць, пошта, 2 церкви.
Станом на 2001 рік було зареєстровано 900 мешканців.
Природний приріст на території села від'ємний, але на даний момент показники зменшуються. У 2011 році народилося 6 померло 15 осіб.
П'ять мешканців Хоньківців займаються підприємницькою діяльністю. До послуг мешканців села 2 продуктових магазина та будинок культури який знаходиться в аварійному стані.(У 2019 році збирали гроші на виготовлення технічного звіту, технічний звіт виготовлено. Також РДА були виділенні кошти на виготовлення проєкту на будинок культури. Проєкт виготовлений, а далі «Сільська рада» не бере і не надає жодної допомоги для написання проєкту. Просимо звернути на це увагу!
Житлова забудова в основному індивідуальна.

## Історія
7 (20) листопада 1917 року, відповідно до Третього Універсалу Української Центральної Ради, увійшло до складу Української Народної Республіки.
Під час проведеного радянською владою Голодомору 1932—1933 років померло щонайменше 528 жителів села.
12 червня 2020 року, відповідно до Розпорядження Кабінету Міністрів України від № 707-р «Про визначення адміністративних центрів та затвердження територій територіальних громад Вінницької області», увійшло до складу Яришівської сільської громади.
19 липня 2020 року, в результаті адміністративно-територіальної реформи та ліквідації Могилів-Подільського району (1923 — 2020), село увійшло до складу новоутвореного Могилів-Подільського району.

## Населення

### Мова
Розподіл населення за рідною мовою за даними перепису 2001 року:
| Мова       | Відсоток |
| ---------- | -------- |
| українська | 99,28%   |
| російська  | 0,62%    |
| білоруська | 0,10%    |

## Особистості
- Капацин Сабіна Борисівна — талановита українська вокалістка
- Тищенко Катерина Іванівна — українська журналістка. Редактор. Член Національної спілки журналістів України.
- Коробкова Яна Сергіївна — переможець Всеукраїнського конкурсу «Учитель року — 2019», заслужений вчитель України[6].

## Галерея

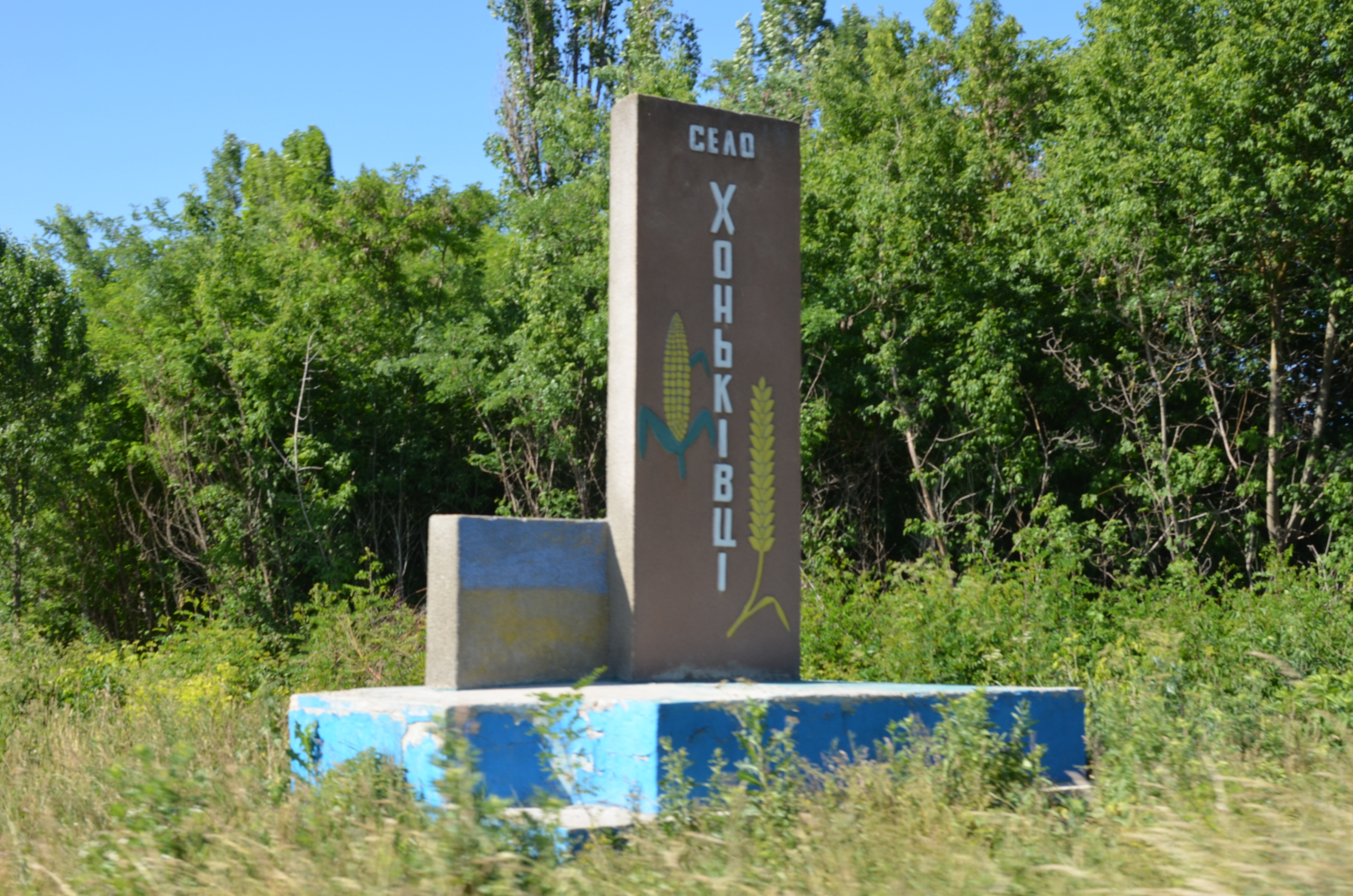
Знак при в'їзді до села